# Union photographique française
L'Union photographique française est une association ouvrière de photographes, active de 1893 à 1920, qui a produit un corpus photographique similaire à celui de son contemporain Eugène Atget en documentant les rues, immeubles et vitrines à Paris. Vivant de commandes publiques destinées à préserver la mémoire de lieux sur le point de disparaitre à la suite d'opérations d'urbanisme, elle est l'héritière de Charles Marville et Pierre Emonds.
L'association se caractérise par l'effacement total de ses photographes derrière le nom d'UPF. Ses statuts précisaient que « tout sociétaire doit se conformer strictement aux statuts et règlement de la Société, effacer en toute circonstance sa personnalité devant l'intérêt général, travailler et apporter tous les soins pour atteindre le but que propose la Société ».

## Histoire
L'Union photographique française est une association ouvrière, créée le 28 mai 1893 par un groupe de dix-neuf personnes (photographes, tireurs, retoucheurs, tous actionnaires). L'association travaille avec la Commission du Vieux Paris et le musée Carnavalet jusqu'en 1912. Elle est dissoute le 6 mai 1920.
Le fonds UPF du musée Carnavalet est constituée de plus de 1000 clichés.
Photographes connus pour avoir travaillé dans le cadre de l'UPF : Gustave Van Rooy, Jean-Baptiste Laroche, Auguste Thiebault, Auguste Lalbrun, Pétrus Montroché, Maurice Dubois, Adrien Chaupe, Gédéon Warchasky.
L'Union photographique française est domiciliée après-guerre dans les locaux de l'agence de presse du PCF, l'Union Française d'information, au rue du Quatre-Septembre à Paris.